# Habitatge al Passeig, 61 (Vic)
L'Habitatge al Passeig, 61 és una obra noucentista de Vic (Osona) protegida com a Bé Cultural d'Interès Local.

## Descripció
Edifici civil. Casa de pisos, entre mitgeres que consta de PB, 3 pisos i terrassa. Es d'un sol tram i coberta a dues vessants, amb el vessant de migdia, el que correspon a la façana, més curt per tal d'ubicar la terrassa, la qual presenta una bonica balustrada de pedra artificial. Es un edifici completament simètric amb dos portals de pedra artificial. Es un edifici completament simètric amb dos portals d'arc de mig punt a la planta baixa i les obertures dels balcons dels piso superiors tenen el mateix arc. La façana decorada amb pedra vista a la part baixa i amb totxos a la resta. Les obertures tenen vidres de colors. Hi ha també elements de ferro forjat. L'estat de conservació és bo.
La planta baixa és destinada a restaurant.

## Història
A principis de S.XVIII per la banda del passeig s'establiren solars, que a poc a poc s'anaven edificant, però la guerra dels Segador de 1655 entorpí el desenvolupament del pla urbanístic que fou traçat definitivament al S.XVIII per J.Morató. La plaça dels Màrtirs queda així com a centre d'un reticulat de carrers entre C/Manlleu, Caputxins i entre el C/Nou i el passeig. La rambla del passeig s'urbanitza tal com la podem veure actualment el 1958.
Aquesta casa s'edificà segurament sobre una construcció barroca el 1922-23.